# Anjana (Mythologie)

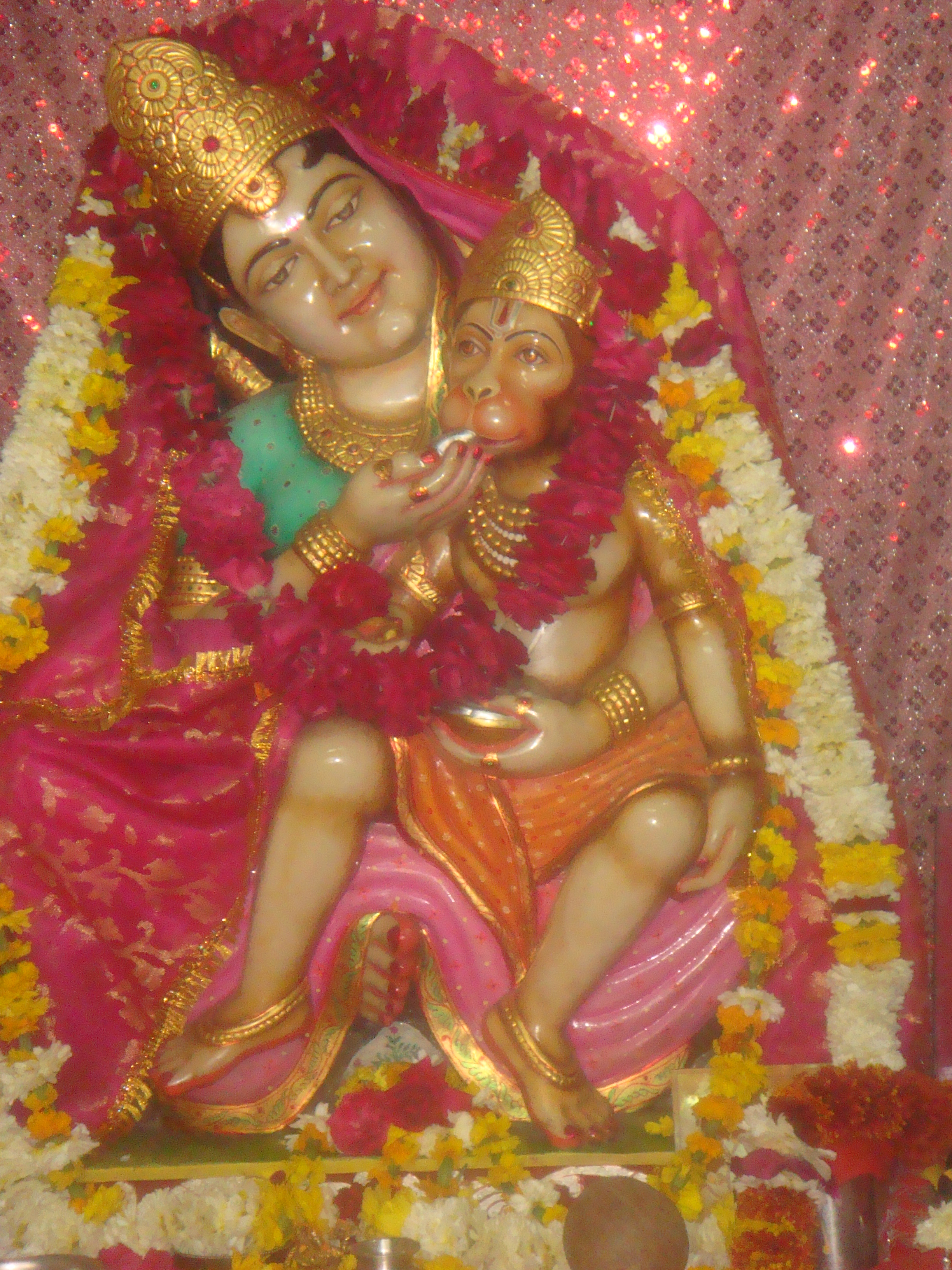
Ein Götterbild von Anjani Mata, Sohn Hanuman auf ihrem Schoß im Anjani-Mata-Tempel, Chomu

Anjana (Sanskrit: अंजना, Añjanā) war die Mutter von Hanuman, einem der Helden des indischen Epos Ramayana. Nach einer Version der Geschichte war Anjana eine Apsara namens Punjikastala, die auf die Erde kam und Kesari, einen Affenhäuptling, heiratete. Vayu, Gott des Windes, fühlte sich bei seinen Reisen über die Erde eines Tages von ihr angezogen. Ihre Gemeinschaft brachte Hanuman hervor. 
In einer anderen Version war Anjana in einer früheren Reinkarnation eine Gottheit, die mit einem Fluch belegt und als Affe wiedergeboren wurde. Mit der Geburt von Hanuman konnte sie den Fluch abwenden und wieder zur Göttin werden.
Anjana ist auch ein weiblicher Vorname.